# 梅克维莱尔-佩舍尔布龙
梅克维莱尔-佩舍尔布龙（法語：Merkwiller-Pechelbronn，发音：[mɛʁkvilɛʁ.pɛʃəlbʁɔn] 或 [mɛʁkvilɛʁ.pɛçəlbʁɔn]；德语：Merkweiler-Pechelbronn）是法国下莱茵省的一个市镇，属于阿格诺-维桑堡区和赖什索芬县（Reichshoffen）。该市镇总面积3.76平方公里，2009年时的人口为937人。

## 人口
梅克维莱尔-佩舍尔布龙人口变化图示